# دریاچه اماندا
دریاچه اماندا (انگلیسی: Emanda) یک دریاچه در استان یاقوتستان کشور روسیه است.